# Parc Central de Cluj-Napoca

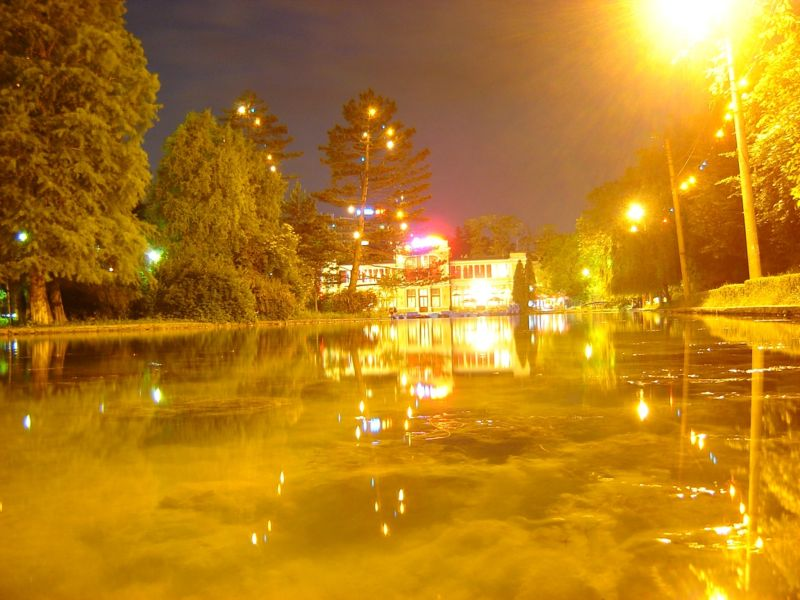
Llac al Parc central

El Parc Central de Cluj-Napoca "Simion Bărnuțiu" (col·loquialment conegut en romanès Parcul Mare i en hongarès Sétatér) té més de 180 anys i és un dels principals espais verds de la zona central de Cluj-Napoca.
El parc està delimitat per Cluj Arena a l'oest, el Teatre Estatal Hongarès a l'est, el riu Someșul Mic al nord i el carrer Iuliu Hossu (antic Pavlov) al sud. Està inscrit a la llista de monuments històrics del comtat de Cluj, elaborada pel Ministeri de Cultura i Patrimoni Nacional romanès el 2010 (cod LMI CJ-II-sB-07243).

## Històric
Des de principis del segle xix, la ubicació de l'actual parc s'ha convertit en un lloc de trobada predilecte per a la població de classe mitjana de la ciutat. Els primers intents de transformar el lloc en un parc públic, però, no van comptar amb el suport material i moral de les famílies nobles de Cluj, ja que posseïen els seus propis jardins ornamentals.
La història del parc comença l'any 1827, quan l'organització Associació de Benestar de la Dona (Jóltevő Asszonyi Egyesület), sota la direcció del president Jósika Józsefné , va llogar el terreny en aquell moment sense urbanitzar, per tal d'establir una àrea d'esbarjo. L'1 de maig de 1838 es va constituir la Comissió Municipal pel Parc, que es va fer càrrec de l'activitat de l' Associació de Benestar de la Dona. El parc va ser obert al públic a principis de la dècada de 1830, originalment anomenat Népkert (Jardí del Poble).
A partir del 15 de setembre de 1860, la cura del parc passa a càrrec de la Comissió del Parc amb el president Imre Mikó com a president. El 1862 es va fundar el Cor de Joves Comerciants de Cluj (Kolozsvári Kereskedelmi Ifjak Dalárdája), que sota la direcció del director d'òpera Béla Stöger cantava al vespre a la vora del llac del parc.

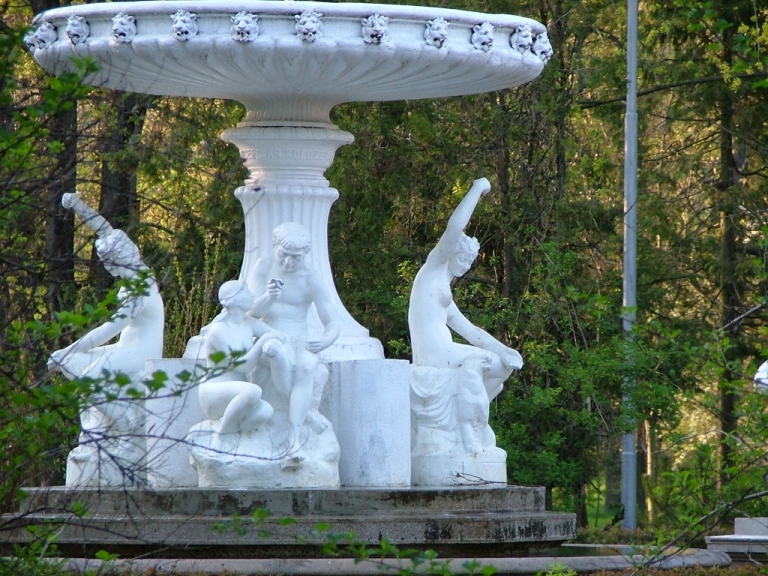
Parc Central

El 2 de setembre de 1865 es va fundar l'Associació de Parcs (Sétatér-Egylet), que es va ocupar del parc, va excavar el llac i va construir el pavelló de la música. El 1871 l'Associació de Patinatge va llogar el llac del parc i el 1877 va construir un pavelló de fusta a l'illa del mig.
El 14 de juny de 1874, el Teatre d'Estiu es va inaugurar com a part del parc, construït segons els plans de l'arquitecte Henrik Zimmermann. L'edifici és avui la seu del Teatre Estatal Hongarès. Entre 1896 i 1897 es va construir el pavelló de patinatge i el quiosc, tots dos dissenyats per l'arquitecte de Cluj Lajos Pákey.
L'institut de noies De Gerando, que porta el nom de la primera directora, Antonina De Gerando , va rebre l'any 1900 un nou edifici al costat del parc, dissenyat per l'arquitecte Ignác Alpár. Més tard, l'edifici va ser la seu de la Universitat Bolyai de Cluj. Actualment acull la Facultat de Química.
A la tardor de 1912, Jenő Janovics, director del Teatre Nacional, va obrir un cinema a l'edifici del Teatre d'Estiu del Central Park.
Al parc hi ha estàtues de personalitats, com Antonin Ciolan, George Coșbuc, Liviu Rebreanu, Octavian Goga, Sigismund Toduță, erigides després de 1960, i més recentment, el compositor, baríton i director d'òpera romanès Nicolae Bretan.
L'any 2011, durant el mandat de l'alcalde Sorin Apostu, els carrerons van ser formigonats i diversos arbres seculars van ser destruïts, fet que va provocar insatisfacció i protestes, fins i tot d'especialistes en arboricultura.

## Galeria d'imatges

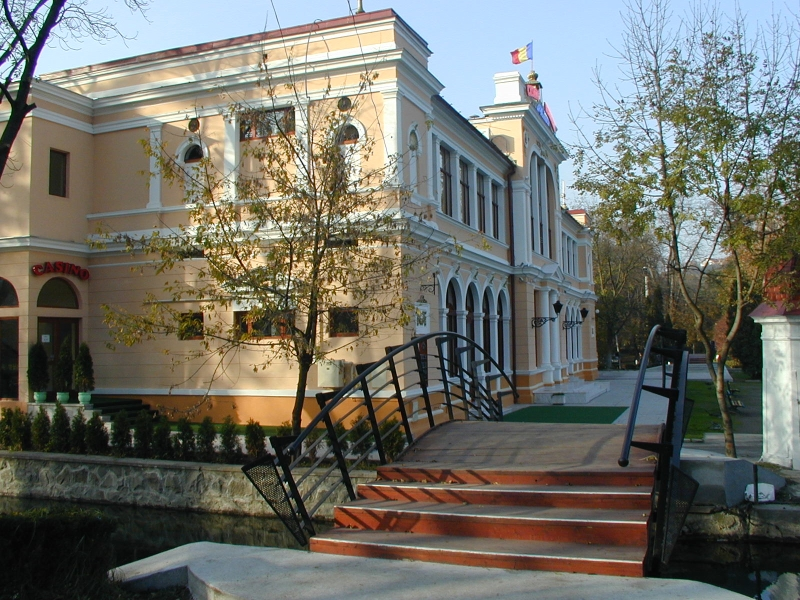
Entrada al casino
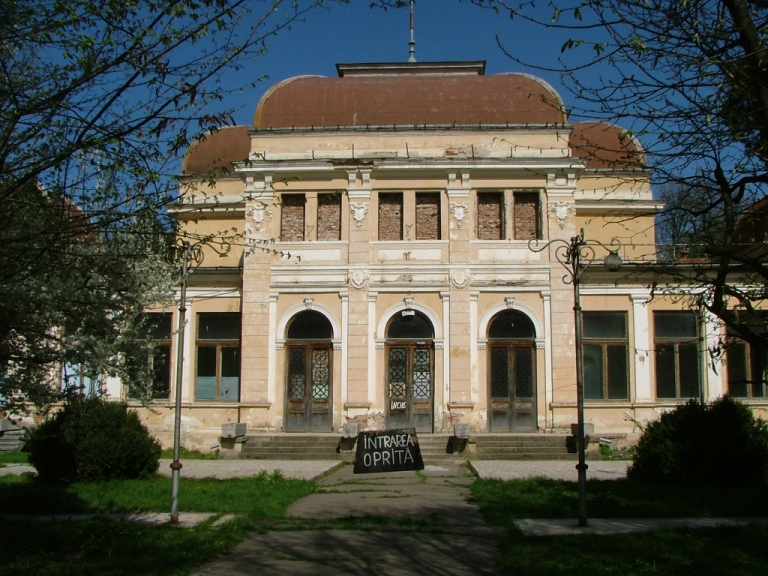
Edifici del casino abans de la renovació
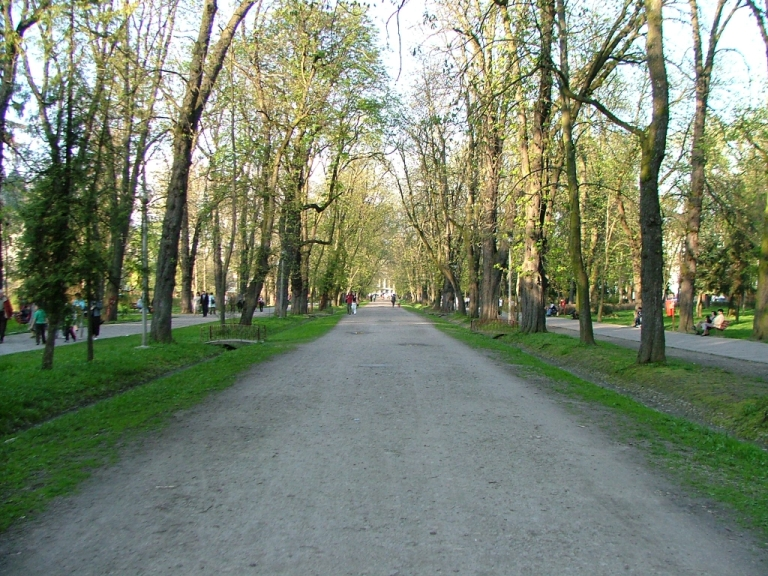
El carreró principal. Al fons hi ha l'edifici del Teatre Hongarès
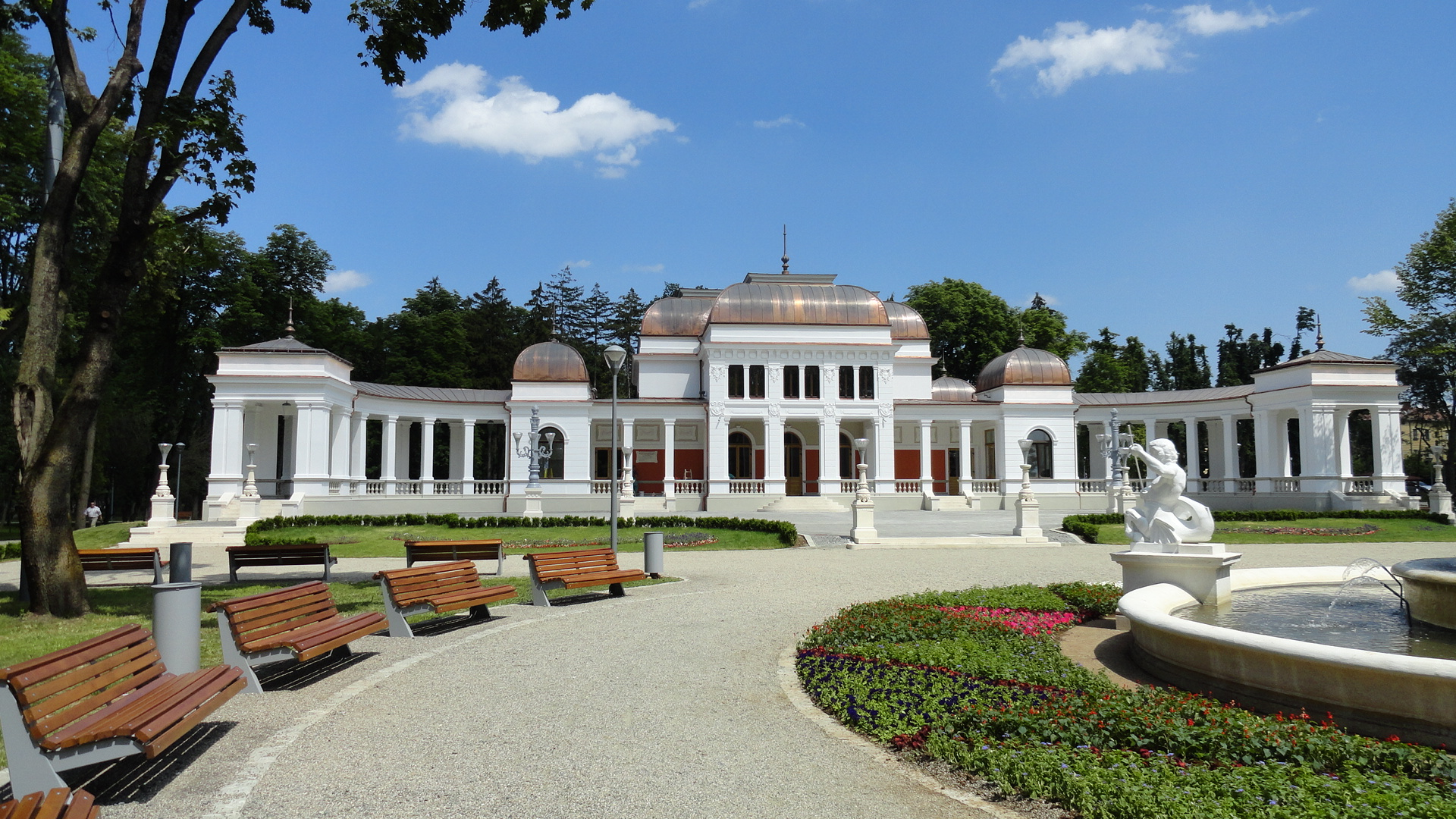
Edifici del casino després de la renovació el 2012
Antonin Ciolan
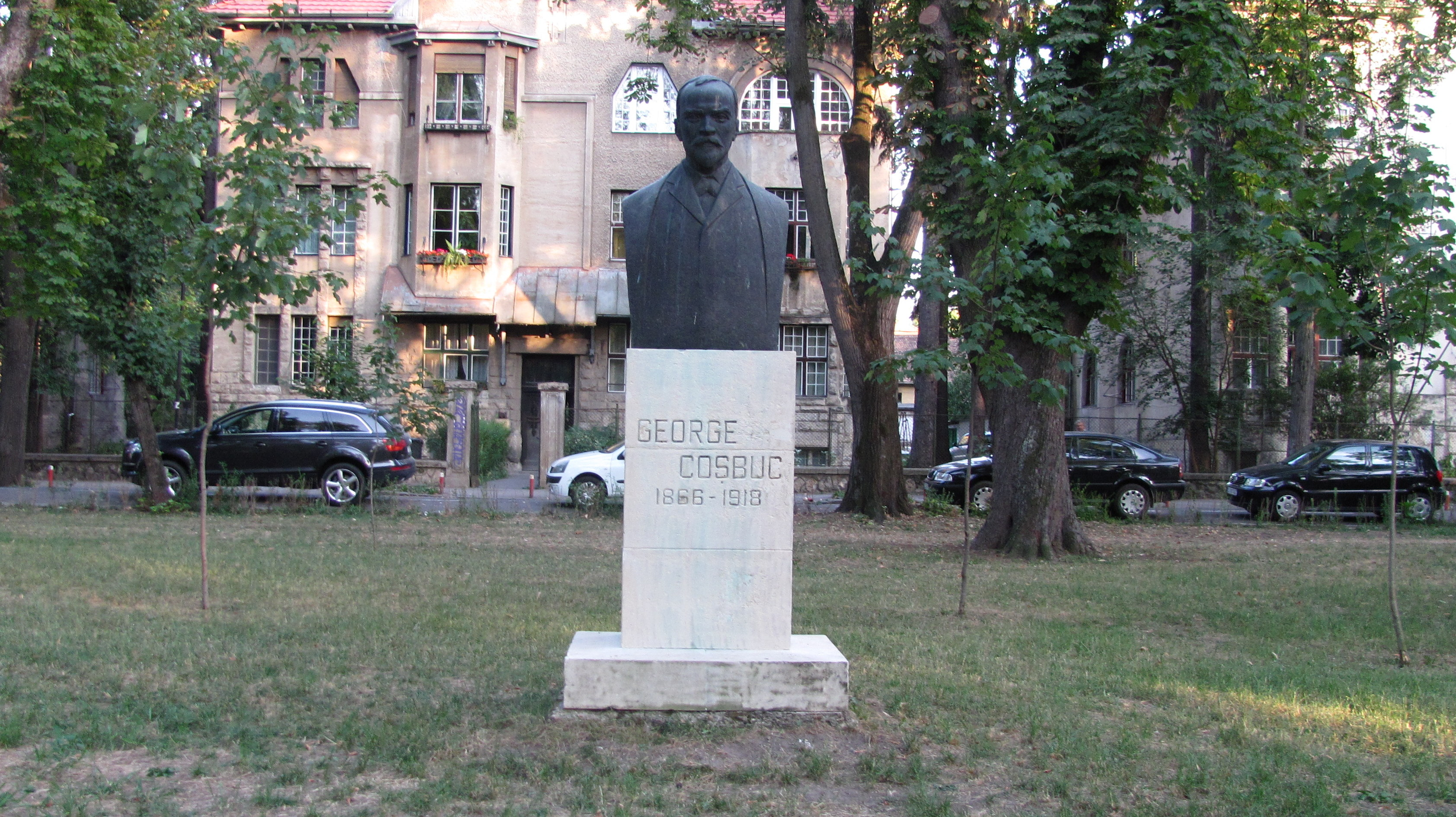
George Coșbuc
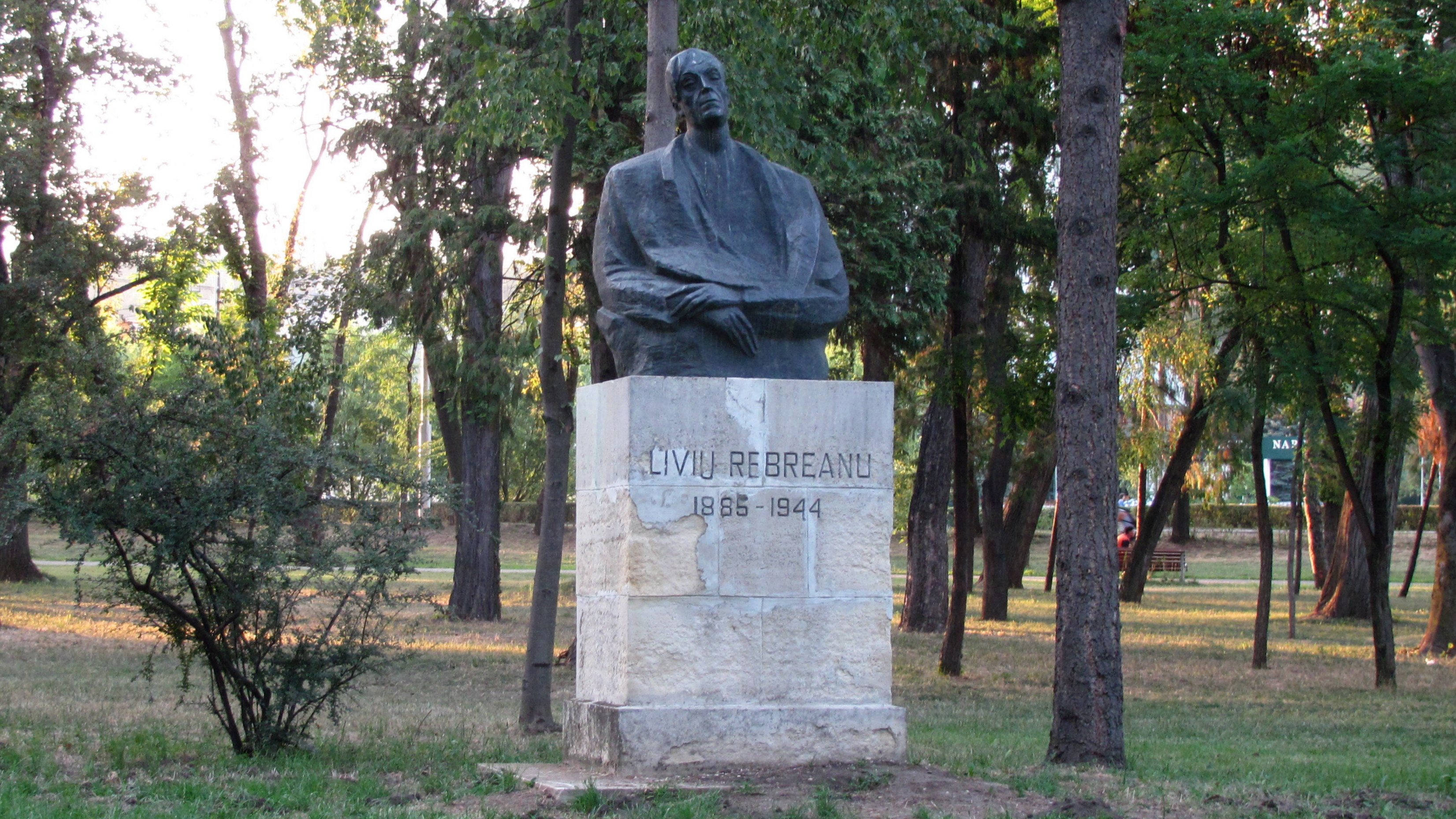
Liviu Rebreanu
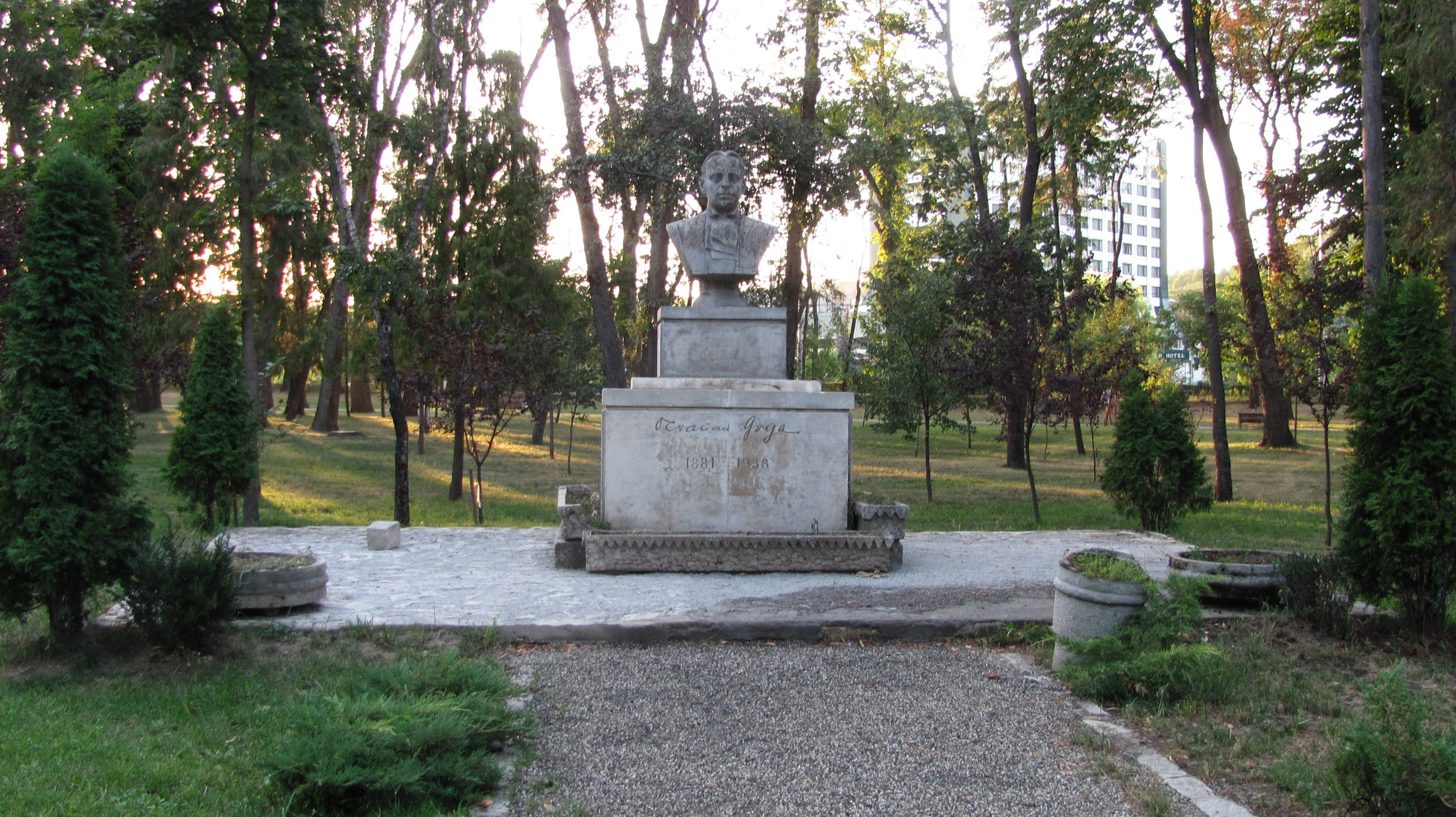
Octavian Goga
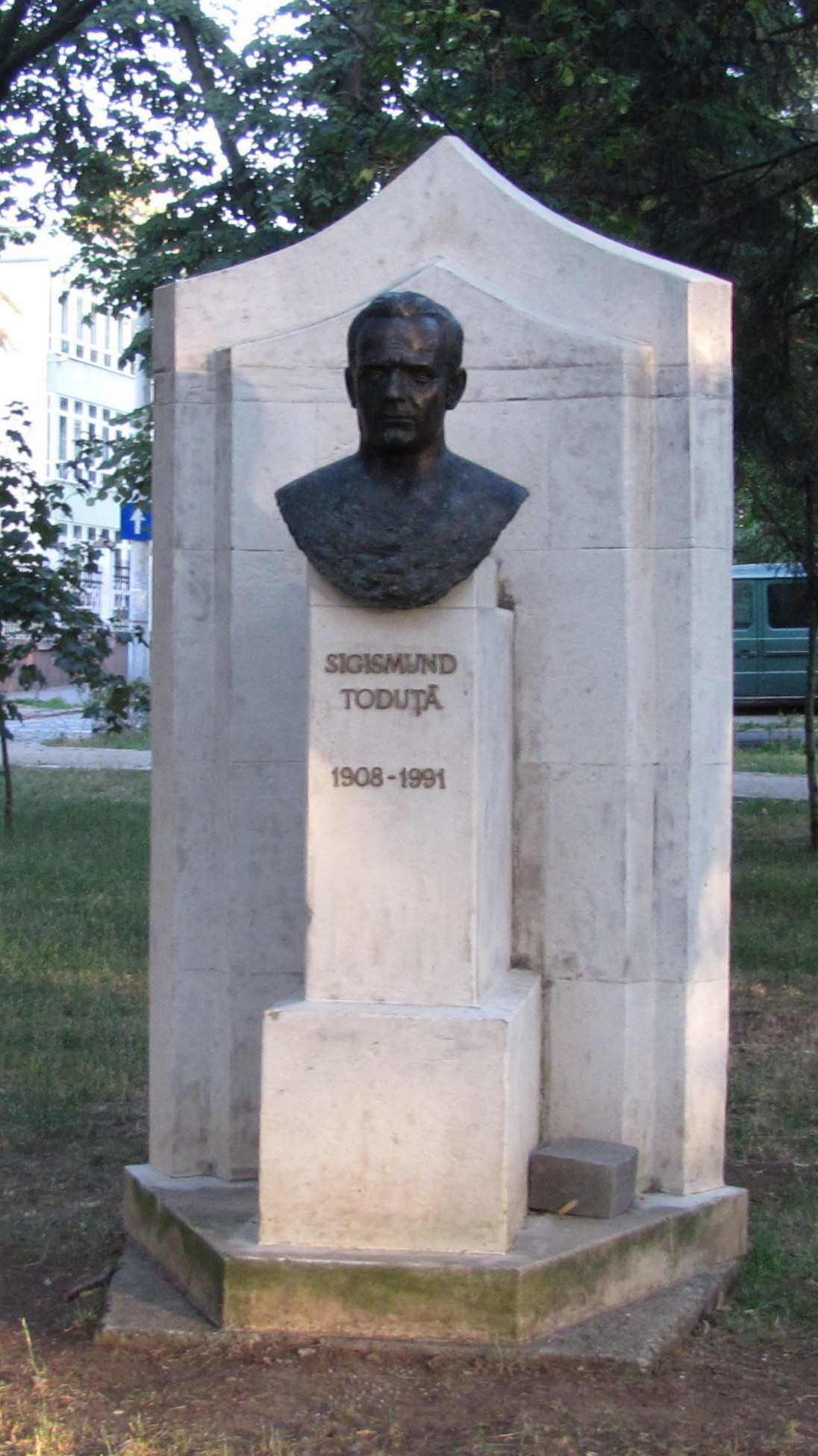
Sigismund Toduță
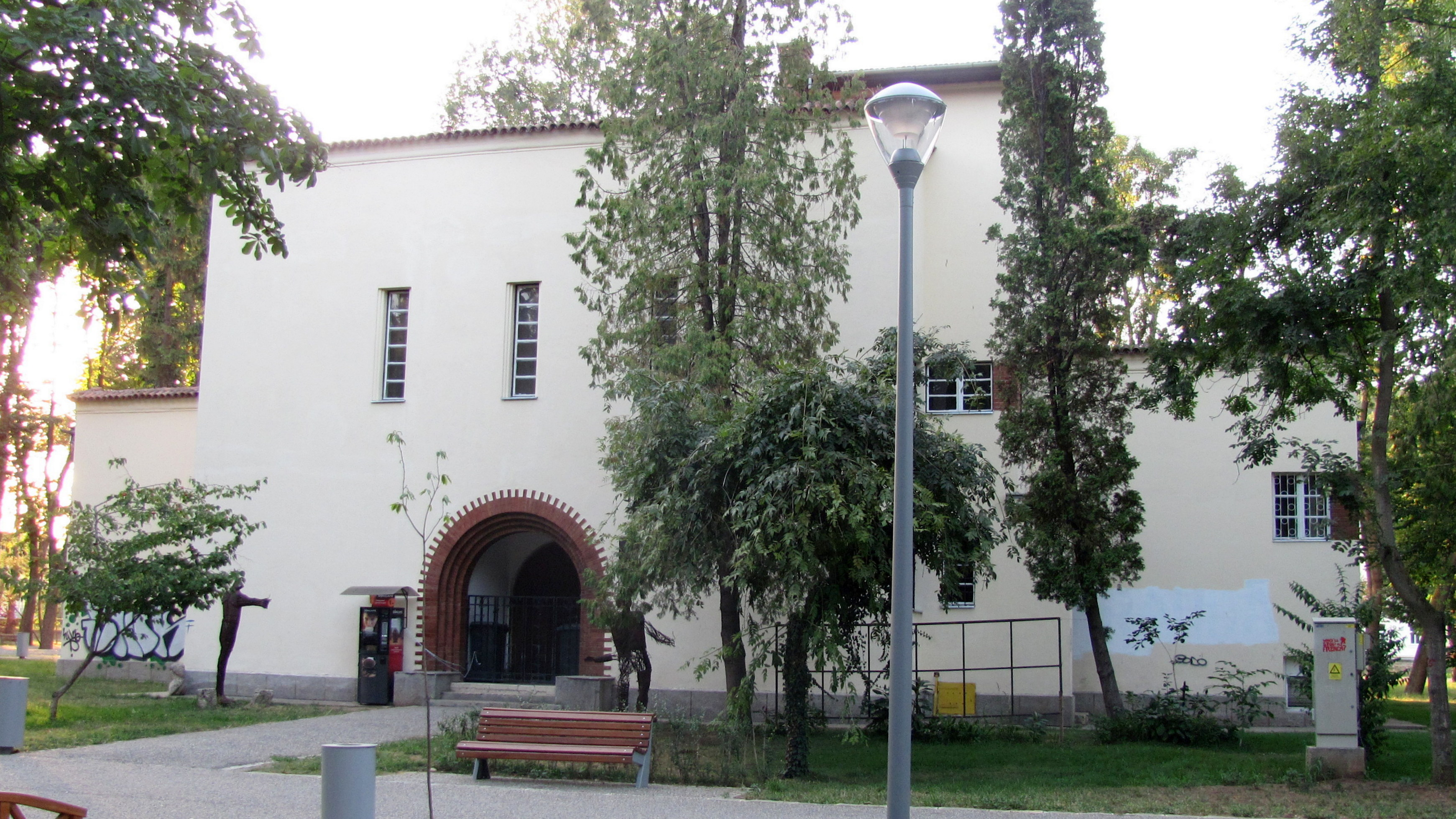
Universitatea de Arte și Design
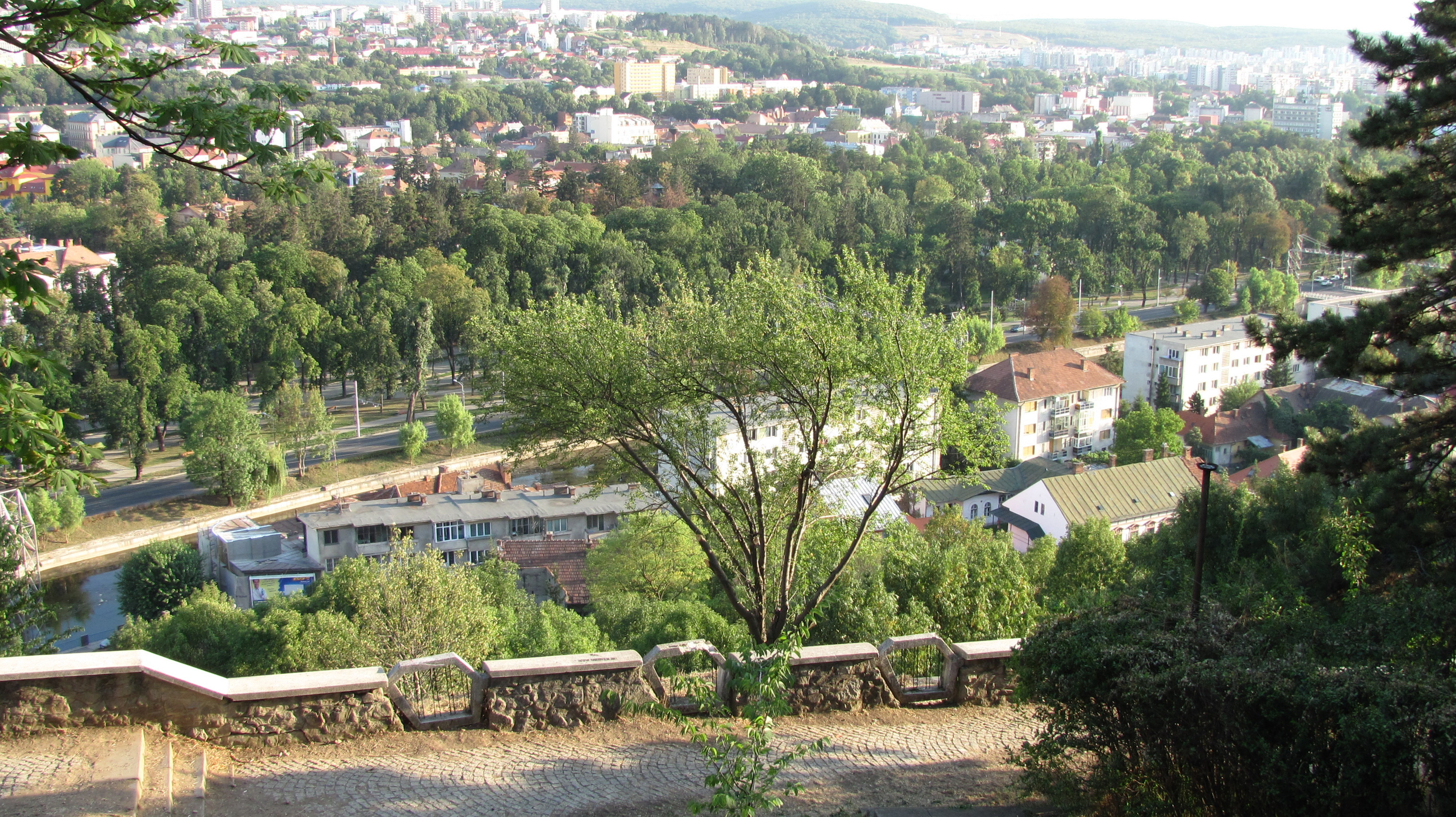
Vista des del turó Cetățuia
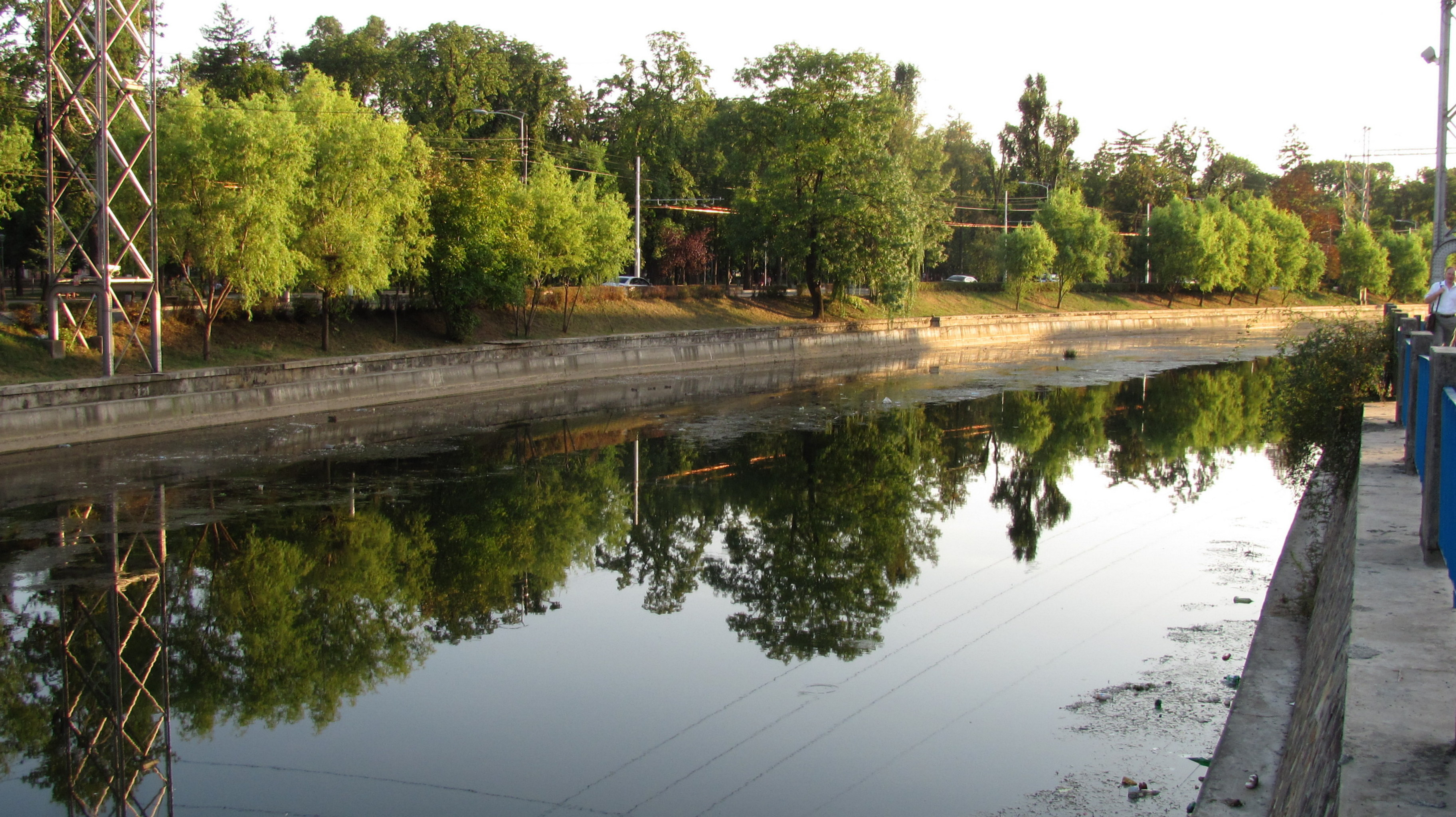
Vista des del pont sobre Someșul Mic
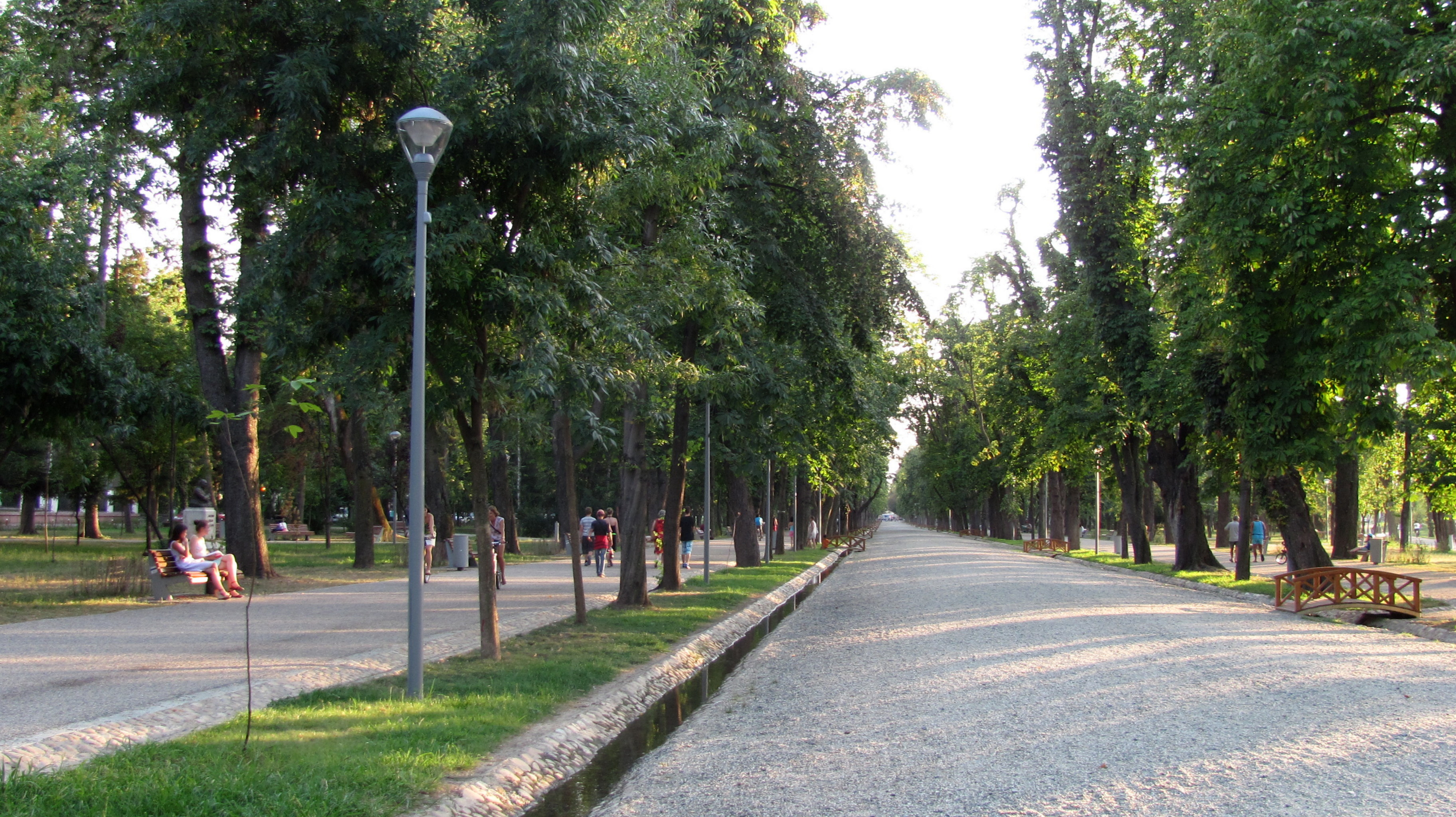
Carrer
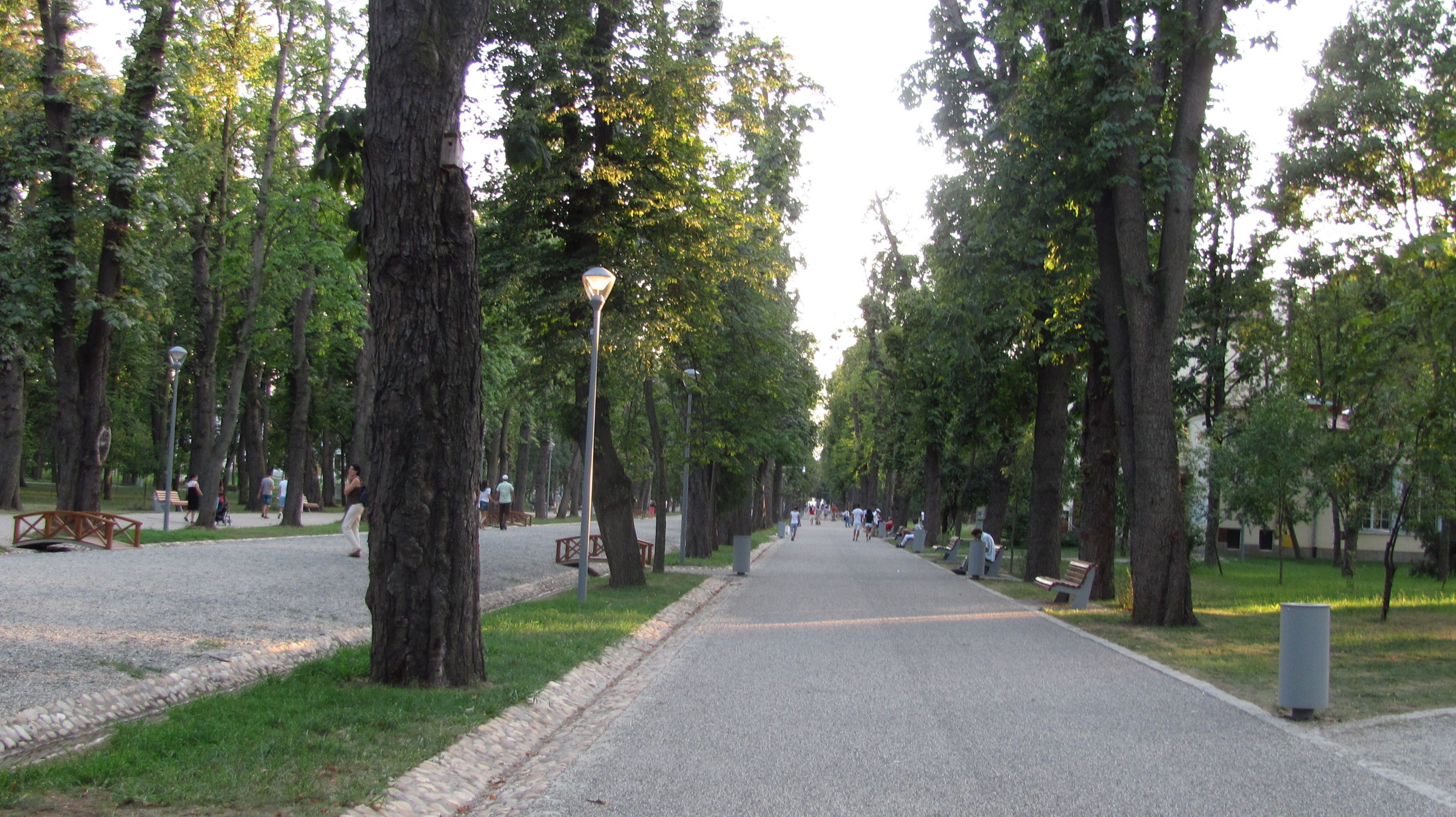
Alei
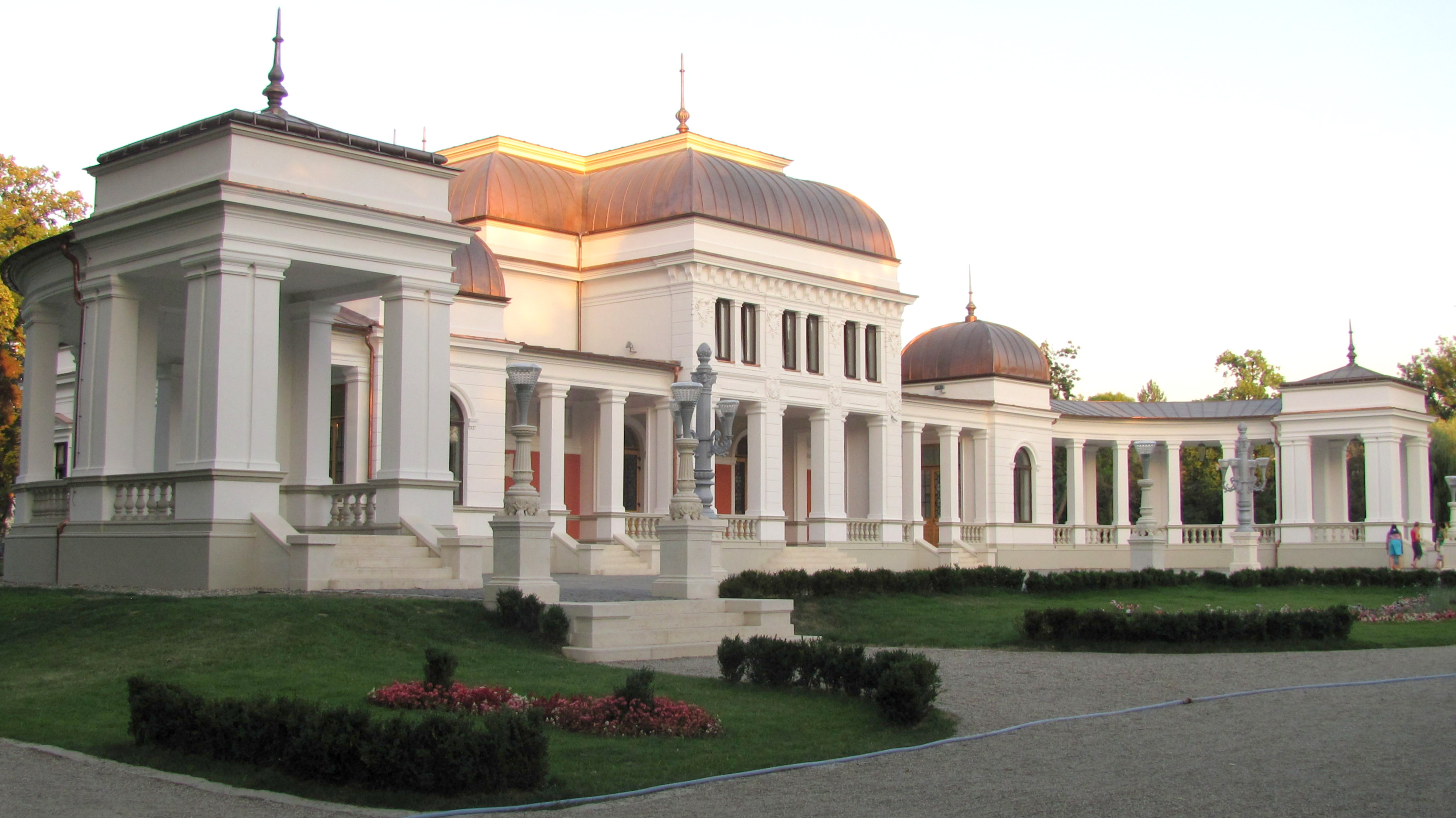
Pavelló d'exposicions
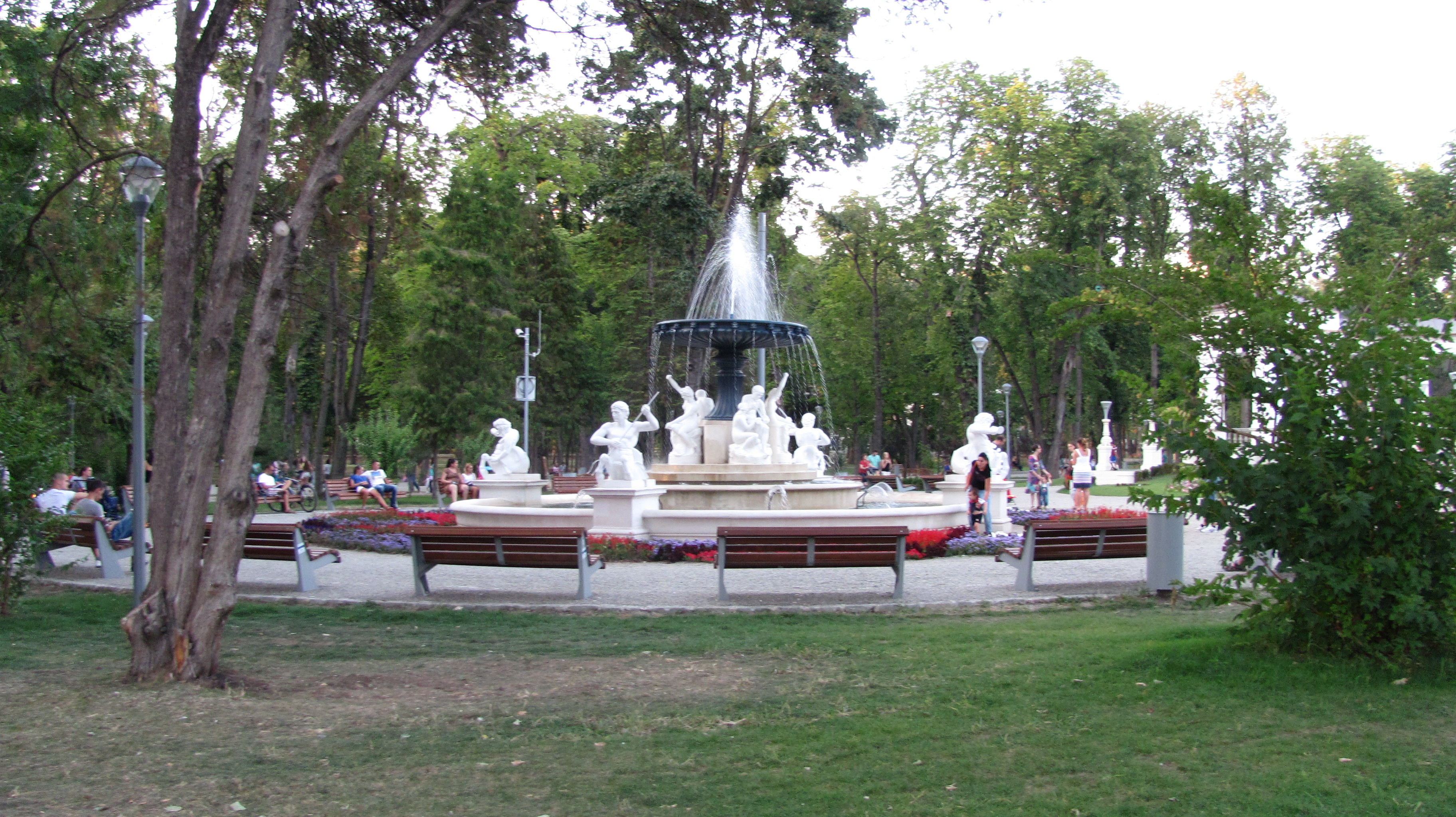
Font
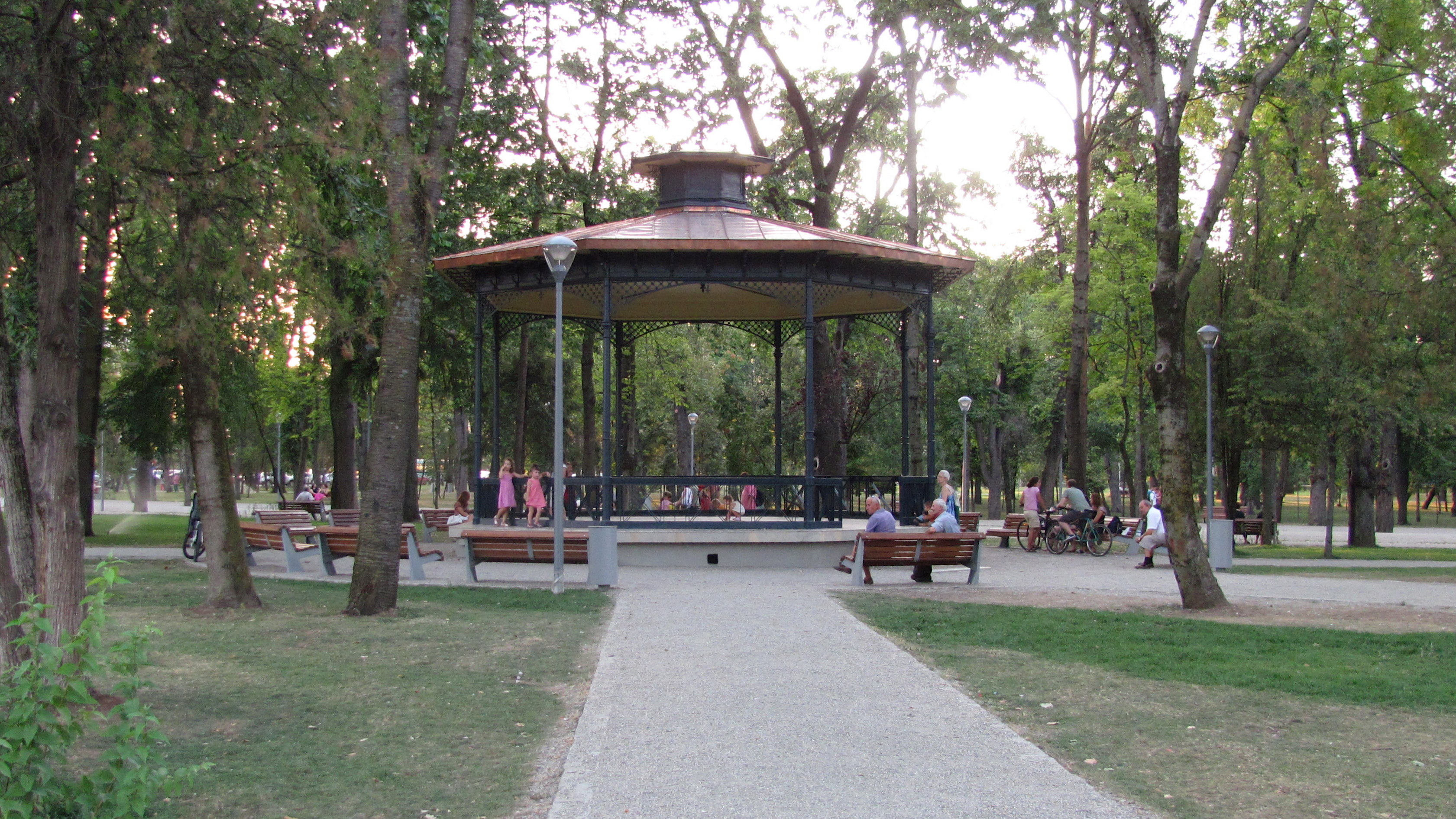
Pavelló d'estiu
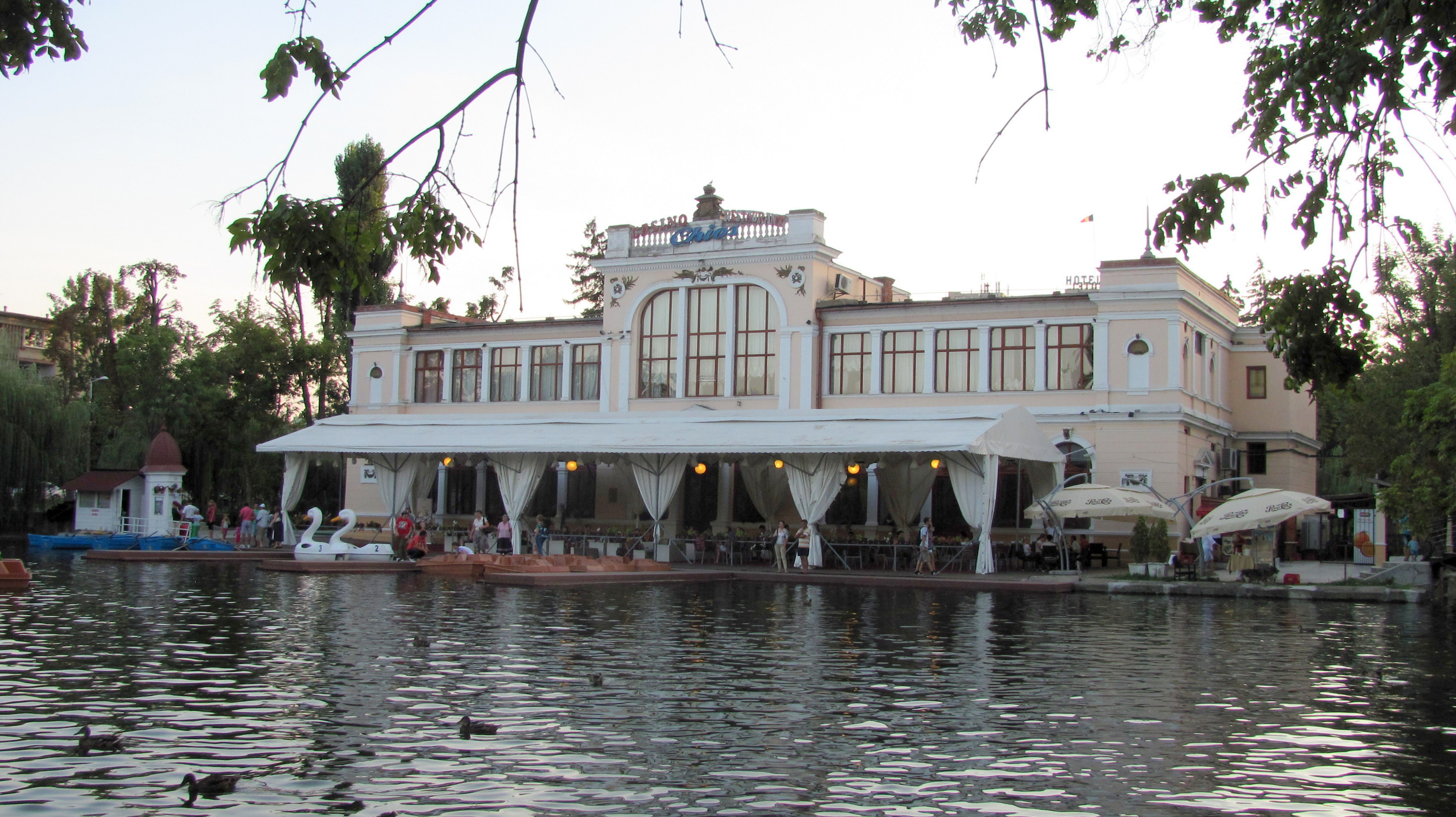
Restaurant Chios
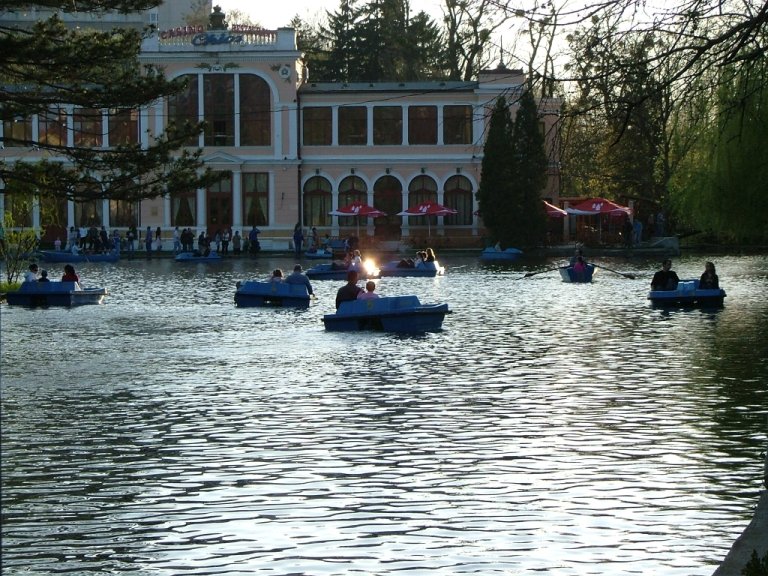
Llac